# Mika Pyörälä
Mika Tuomas Pyörälä (* 13. Juli 1981 in Oulu) ist ein ehemaliger finnischer Eishockeyspieler, der im Verlauf seiner aktiven Karriere zwischen 2008 und 2022 unter anderem 36 Spiele für die Philadelphia Flyers in der National Hockey League (NHL) auf der Position des linken Flügelstürmers bestritten hat. Seine größten Karriereerfolge feierte Donskoi jedoch in seiner finnischen Heimat, wo er mit Kärpät Oulu in den Jahren 2004, 2005, 2006, 2014 und 2015 jeweils die Finnische Meisterschaft gewann. Darüber hinaus erhielt er mehrere Auszeichnungen wie die Lasse-Oksanen-Trophäe, Kultainen kypärä, Matti-Keinonen-Trophäe sowie 2022 die Raimo-Kilpiö-Trophäe.

## Karriere
Mika Pyörälä begann seine Karriere als Eishockeyspieler bei Kärpät Oulu, für die er bereits im Nachwuchsbereich aktiv war. In der Saison 2000/01 gab er sein Debüt in der SM-liiga, als er in fünf Spielen der Hauptrunde, sowie in neun Playoff-Partien für Kärpät auflief. Nach dem Gewinn der Vizemeisterschaft in der Saison 2002/03 wurde der Angreifer 2004 und 2005 zwei Mal in Folge Finnischer Meister mit seiner Mannschaft. Zudem erreichte er mit Kärpät 2005 und 2006 den zweiten Platz im IIHF European Champions Cup. Nachdem Pyörälä 2007 zum dritten Mal innerhalb von vier Jahren mit dem Team Meister wurde, wechselte er zu Timrå IK in die schwedische Elitserien.

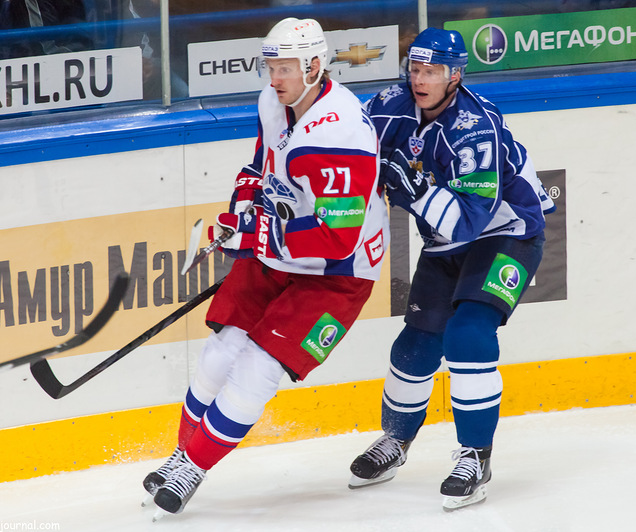
Staffan Kronwall (li.) und Mika Pyörälä (re.) im Sept. 2012

Zur Saison 2009/10 wurde Pyörälä von den Philadelphia Flyers aus der National Hockey League unter Vertrag genommen. Für die Flyers erzielte er in 36 Spielen je zwei Tore und zwei Vorlagen. Zudem bestritt er 35 Spiele für deren Farmteam Adirondack Phantoms in der American Hockey League und erzielte dabei acht Tore und zehn Vorlagen in 35 Spielen. Ab der Saison 2010/11 spielte er für den Frölunda HC in der Elitserien, ehe er im Juni 2012 von Amur Chabarowsk aus der Kontinentalen Hockey-Liga unter Vertrag genommen wurde.
Im November 2012 wurde er bei Amur entlassen und wenige Tage später vom Luleå HF verpflichtet, ehe er im April 2013 zu seinem Heimatverein zurückkehrte. Er wurde 2014 und 2015 mit Kärpät finnischer Meister und erhielt in der Saison 2016/17 den goldenen Helm als bester Spieler der Saison. Im April 2017 wechselte er zum SC Bern in die National League A. Zur Saison 2018/19 kehrte der Finne zu Kärpät Oulu zurück und erreichte mit diesem 2019 eine weitere Vizemeisterschaft. Zudem erhielt er bis 2022 verschiedene persönliche Auszeichnungen, ehe er seine Karriere beendete. Anschließend wurde er Nachwuchstrainer bei Kärpät.

### International
Für Finnland nahm Pyörälä an den Weltmeisterschaften 2007, 2008, 2009, 2011, 2012, 2016 und 2017   teil. Bei Weltmeisterschaften gewann er mit Finnland je eine Bronze- und Goldmedaille sowie zwei Silbermedaillen.
Höhepunkt seiner Laufbahn war die Teilnahme an den Olympischen Winterspielen 2018, bei denen er in fünf Spielen eingesetzt wurde und mit Finnland den 6. Platz belegte. Insgesamt absolvierte er 150 A-Länderspiele für Finnland, in denen er 16 Tore und 26 Assists erzielte.

## Erfolge und Auszeichnungen
- 2003 Finnischer Vizemeister mit Kärpät Oulu
- 2004 Finnischer Meister mit Kärpät Oulu
- 2005 Finnischer Meister mit Kärpät Oulu
- 2005 2. Platz beim IIHF European Champions Cup mit Kärpät Oulu
- 2006 2. Platz beim IIHF European Champions Cup mit Kärpät Oulu
- 2007 Finnischer Meister mit Kärpät Oulu
- 2014 Finnischer Meister mit Kärpät Oulu
- 2015 Finnischer Meister mit Kärpät Oulu
- 2017 Lasse-Oksanen-Trophäe
- 2017 Kultainen kypärä (Goldener Helm)
- 2019 Finnischer Vizemeister mit Kärpät Oulu
- 2020 Matti-Keinonen-Trophäe (+35)
- 2022 Raimo-Kilpiö-Trophäe

### International
- 2007 Silbermedaille bei der Weltmeisterschaft
- 2008 Bronzemedaille bei der Weltmeisterschaft
- 2011 Goldmedaille bei der Weltmeisterschaft
- 2016 Silbermedaille bei der Weltmeisterschaft

## Karrierestatistik

### International
Vertrat Finnland bei:
| - Weltmeisterschaft 2007 - Weltmeisterschaft 2008 - Weltmeisterschaft 2009 - Weltmeisterschaft 2011 | - Weltmeisterschaft 2012 - Weltmeisterschaft 2016 - Weltmeisterschaft 2017 - Olympische Winterspiele 2018 |

(Legende zur Spielerstatistik: Sp oder GP = absolvierte Spiele; T oder G = erzielte Tore; V oder A = erzielte Assists; Pkt oder Pts = erzielte Scorerpunkte; SM oder PIM = erhaltene Strafminuten; +/− = Plus/Minus-Bilanz; PP = erzielte Überzahltore; SH = erzielte Unterzahltore; GW = erzielte Siegtore; 1 Play-downs/Relegation; Kursiv: Statistik nicht vollständig)